# Algot Pfannenstill
Sten Algot Pfannenstill, född 21 november 1859 i Fotskäls församling, Älvsborgs län, död 23 september 1935 i Malmö Karoli församling, Malmö, var en svensk läkare. Han var bror till Magnus Pfannenstill och farbror till Bertil Pfannenstill.
Pfannenstill blev medicine doktor i Lund 1891 med avhandlingen Neurasteni och hyperaciditet. Han var docent i praktisk medicin vid Karolinska institutet 1892-1898, överläkare vid medicinska avdelningen vid Falu lasarett 1897-1906 och vid samma avdelning på Malmö allmänna sjukhus 1906-1925.